# Tùng Bắc
Tùng Bắc (tiếng Trung: 松北区, Hán Việt: Tùng Bắc khu) là một quận thuộc địa cấp thị Cáp Nhĩ Tân, tỉnh Hắc Long Giang, Cộng hòa Nhân dân Trung Hoa. Quận này có diện tích 736,3 km², trong đó diện tích đô thị là 25,5 km², dân số 193.700 người. Mã số bưu chính của Tùng Bắc là 150028. Chính quyền quận đóng tại số 18, đường Tùng Bắc Nhất, nhai đạo Tùng Bắc. Quận Tùng Bắc được chia ra thành 5 nhai đạo (Tùng Bắc, Tùng Phố, Vạn Bảo, Thái Dương Đảo, Tam Điện) và 2 trấn: Lạc Nghiệp và Đối Thanh Sơn.